# Ernst Adam
Ernst Adam (Gelsenkirchen, 1879. április 24. – Gelsenkirchen, 1919. január 19.) német író.

## Élete
Apja tanár volt, középiskoláit a gelsenkircheni gimnáziumban végezte, ezután két éven át a Ruhr-vidéken dolgozott. 1899 és 1902 közt a darmstadti Műszaki Egyetem hallgatóka volt, de tanulmányait félbeszakította, s a következő években újságíróként és szabadúszó íróként tevékenykedett Gelsenkirchenben, 1908 és 1910 közt Essenben, végül ismét Gelsenkirchenben. Munkái többsége a Ruhr-vidéki bányászok közt játszódik. Írói álnevei Ernst A. Dam és  Ernst Adam Dam voltak.

## Munkái
- Wilde Liebe, Zürich, 1904 (Ernst A. Adam néven)
- Heidezauber und Mädchenliebe, Berlin, 1905 (Ernst A. Dam néven)
- Arbeit und Leben, Essen-Ruhr, 1910

## Fordítás
- Ez a szócikk részben vagy egészben  az   Ernst Adam (Schriftsteller) című német Wikipédia-szócikk ezen változatának fordításán alapul.  Az eredeti cikk szerkesztőit annak laptörténete sorolja fel. Ez a jelzés csupán a megfogalmazás eredetét és a szerzői jogokat jelzi, nem szolgál a cikkben szereplő információk forrásmegjelöléseként.